# Sebastian Ofner
Sebastian Ofner (sinh ngày 12 tháng 5 năm 1996) là vận động viên quần vợt người Áo.
Ofner có thứ hạng ATP đơn cao nhất là 215 đạt được vào ngày 26 tháng 6 năm 2017. Anh cũng có vị trí ATP đôi cao nhất là 509 đạt được vào ngày 13 tháng 2 năm 2017.

## Sự nghiệp chuyên nghiệp

### 2017
Ofner có thi đấu trận ATP chính thức đầu tiên tại Giải quần vợt Wimbledon 2017 sau khi vượt qua vòng loại, đánh bại Kimmer Coppejans, Miljan Zekić, và Jay Clarke. Ở vòng 1, anh đánh bại Thomaz Bellucci bằng 3 sét. Ở vòng hai, anh tiếp tục đấu với tay vợt đứng 18 thế giới người Mỹ Jack Sock trong 5 sét.

## Chung kết ATP Challenger Tour

### Đơn: 1 (1 á quân)
| Kết quả | Ngày                | Giải đấu  | Mặt sân | Đối thủ        | Tỷ số         |
| ------- | ------------------- | --------- | ------- | -------------- | ------------- |
| Á quân  | 28 Tháng 5 năm 2017 | Mestre, Ý | Đất nện | João Domingues | 6–7(4–7), 4–6 |

## Singles performance timeline
| Tournament             | 2015 | 2016 | 2017 | W–L |
| ---------------------- | ---- | ---- | ---- | --- |
| Grand Slam tournaments |      |      |      |     |
| Úc Mở rộng             | A    | A    | A    | 0–0 |
| Pháp Mở rộng           | A    | A    | A    | 0–0 |
| Wimbledon              | A    | A    | V3   | 2–1 |
| Mỹ Mở rộng             | A    | A    |      | 0–0 |
| Thắng-Thua             | 0–0  | 0–0  | 2–1  | 2–1 |
| Thống kê sự nghiệp     |      |      |      |     |
| Tổng cộng Thắng-Thua   | 0–0  | 0–0  | 2–1  | 2–1 |
| vị trí kết thúc năm    | 743  | 288  |      |     |